# Nicholas Britell
Nicholas Britell (ur. 17 października 1980 w Nowym Jorku) – amerykański kompozytor, pianista i producent filmowy. Laureat Emmy za Najlepszy muzyczny motyw przewodni za serial Sukcesja. Dwukrotnie nominowany do Oscara – za muzykę do filmów Moonlight i Gdyby ulica Beale umiała mówić.

## Życiorys
Pochodzi z żydowskiej rodziny. Uczęszczał do Juilliard School i Uniwersytetu Harvarda. W szkole był członkiem instrumentalnego zespołu hip-hopowego The Witness Protection Program, gdzie grał na klawiszach i syntezatorach. Britell należy do pokolenia kompozytorów, czerpiących z wpływów muzyki elektronicznej. Jego kompozycje są inspirowane pracami takich kompozytorów jak Siergiej Rachmaninow, George Gershwin, Philip Glass czy Zbigniew Preisner, a także producentów muzycznych jak Quincy Jones czy Dr. Dre.
Karierę kompozytora filmowego zaczął od napisania utworu Forgotten Waltz No. 2 do krótkometrażowego debiutu reżyserskiego Natalie Portman pt. Eve. W tym samym roku ponownie współpracował z Portman przy wyreżyserowanej przez nią noweli do filmu Zakochany Nowy Jork. W kolejnych latach skomponował muzykę do takich produkcji jak m.in. Zniewolony (2013), Big Short (2015) czy Rebeliant (2016). Był także producentem krótkometrażowego filmu Damiena Chazelle'a Whiplash, a także jej pełnometrażowej wersji z 2014 roku.
Przełomem okazała się być jego współpraca z Barrym Jenkinsem. Za muzykę do filmu Moonlight (2016) otrzymał swoje pierwsze nominacje do Oscara i Złotego Globu. Kolejną nominację do Nagrody Akademii przyniósł mu dwa lata później następny film Jenkinsa Gdyby ulica Beale umiała mówić (2018). Za muzyczny motyw przewodni do serialu HBO Sukcesja (2018) otrzymał z kolei nagrodę Emmy.
Jego żoną jest wiolonczelistka Caitlin Sullivan.

## Filmografia
- 2008: Zakochany Nowy Jork
- 2012: Haiti: Where Did the Money Go
- 2012: Gimme the Loot
- 2013: Zniewolony
- 2015: The Seventh Fire
- 2015: Opowieść o miłości i mroku
- 2015: Big Short
- 2016: Rebeliant
- 2016: Moonlight
- 2016: Tramps
- 2017: Wojna płci
- 2018: Sukcesja
- 2018: Gdyby ulica Beale umiała mówić
- 2018: Vice
- 2019: Król
- 2021: Kolej podziemna
- 2021: Cruella
- 2021: Italian Studies
- 2021: Nie patrz w górę
- 2022: Andor[8]